# Brody Jenner
Sam Brody Jenner (Los Ángeles, California; 21 de agosto de 1983) es una personalidad de televisión, socialité, modelo y DJ estadounidense.

## Vida y carrera
Es medio-hermano de Burton "Burt" y Cassandra "Casey" Jenner debido al matrimonio de Caitlyn con Chrystie Crownover. Jenner tiene un hermano mayor, Brandon, quien también es una personalidad de televisión. 
Después del divorcio de sus padres, su padre se casó con Kris Kardashian, la exesposa del abogado Robert Kardashian. Debido a esto, Jenner se convirtió en hermanastro de Kourtney, Kim, Khloé, y Rob Kardashian. Kris dio a luz a sus medio-hermanas, Kendall y Kylie Jenner.
Su madre también se casó con David Foster. En 2005, Thompson, Foster, su hermano Brandon y él, junto a su amigo Spencer Pratt, protagonizaron la serie de telerrealidad The Princes of Malibu. Sin embargo, la serie fue cancelada a raíz del divorcio de su madre y Foster.
En 2006, MTV desarrolló una serie de telerrealidad llamada The Hills. Originalmente contaba la vida de Lauren Conrad. En 2007, Jenner empezó una relación con Conrad, lo que deterioró su amistad con Pratt.
En 2009, Jenner presentó y produjo su propio reality, Bromance, que consistía en jóvenes compitiendo por su amistad. Jenner ha modelado para la marca de ropa Guess, la marca de lencería Agent Provocateur, Ocean Pacific, y la revista Cosmogirl.
En 2013, Jenner volvió a los realities al ser parte del reality Keeping Up with the Kardashians durante la octava temporada, el cual incluía a Caitlyn; su entonces madrastra Kris; sus hermanastros, Kourtney, Kim, Khloé, and Rob Kardashian; y sus medio hermanas, Kendall y Kylie Jenner. La mayor parte de su paso por el programa se centró en reparar su relación con su padre, y su relación tensa con su ahora ex-madrastra Kris.

## Vida personal
Desde 2010 hasta 2012, mantuvo un noviazgo con Avril Lavigne. El 4 de mayo de 2016, se comprometió con la bloguera Kaitlynn Elizabeth Carter (1988), oriunda de Nuevo Hampshire. El 2 de junio de 2018, se casaron simbólicamente en Sumba. Algunos portales mediáticos centraron su atención en que el nombre de casada de Carter, era Kaitlynn Jenner; muy similar al del padre de Brody, Caitlyn Jenner. Se separaron en agosto de 2019, seguido de rumores de infidelidad por parte de ella con la cantante Miley Cyrus.
En 2022, inició una relación con la surfista puertorriqueña Tiarah Lue Blanco (1997). El 1 de enero de 2023, anunciaron su embarazo. El 11 de febrero, revelaron que sería una niña. El 18 de junio de ese año se comprometieron. El 29 de julio de 2023 nació Honey Raye Jenner. El 12 de julio de 2025, se casaron en Malibú (California).

## Filmografía

### Películas
| Año  | Película                           | Personaje | Notas |
| ---- | ---------------------------------- | --------- | ----- |
| 2010 | The Hills Live: A Hollywood Ending | Él mismo  |       |

### Televisión
| Año        | Serie                           | Personaje | Notas                                         |
| ---------- | ------------------------------- | --------- | --------------------------------------------- |
| 2005       | The Princes of Malibu           | Él mismo  | 6 episodios                                   |
| 2007-2010  | The Hills                       | Él mismo  | 63 episodios                                  |
| 2008       | Party Monsters: Cabo            | Él mismo  | Episodio: «Brody Jenner and Frankie Delgado»  |
| 2008-2009  | Bromance                        | Anfitrión | 6 episodios; también como productor ejecutivo |
| 2011       | Kourtney and Kim Take New York  | Él mismo  | Episodio: «The Honeymoon Is Over»             |
| 2012       | The Playboy Morning Show        | Él mismo  | Episodio: «Episodio #1.84»                    |
| 2007- 2015 | Keeping Up with the Kardashians | Él mismo  | 11 episodios                                  |
| 2015       | Sex with Brody                  | Él mismo  | 4 episodios                                   |
| 2015       | I Am Cait                       | Él mismo  | 1 episodio                                    |
| 2019, 2021 | The Hills: New Beginnings       | Él mismo  |                                               |